# Sable Football Club
O Sable Football Club é um clube de futebol com sede em Batié, Camarões. A equipe compete no Campeonato Camaronês de Futebol.

## História
O clube foi fundado em 1995.